# ФК Радан
Фудбалски клуб Радан је српски фудбалски клуб из Лебана. Тренутно се такмичи у Српској лиги Исток, трећем такмичарском нивоу српског фудбала. Клуб је основан 1926. године. Клуб је један од најстаријих и најуспешнијих клубова у Јабланичком округу. Клуб је 2016.године прославио 90 година свог постојања.